# Love Letters in the Sand
För andra betydelser, se Love Letters (olika betydelser).
"Love Letters in the Sand" är en sång, ursprungligen publicerad 1931. Musiken skrevs av J. Fred Coots och texten av Nick Kenny och Charles Kenny. Sången var "inspirerad" av en komposition från 1881, "The Spanish Cavalier". Ted Blacks orkester hade den första större framgången med sången, men redan samma år hade Gene Austin och Lee Morse större hittar med låten i USA.
Pat Boones version blev en stor hitlåt i juni-juli 1957, och tillbringade fem veckor på toppen av Billboard Top 100, med 34 veckor totalt på listan. Sången användes i filmen "Bernardine".  Pat Boone visslade också vid den instrumentala passagen. Hans ursprungliga version hade inget kort instrumentalt into, men senare spelades versioner som började med hans röst in.
Engelske sångaren Vince Hill, nådde topplaceringen #23 på den brittiska singellistan 1967, med sin version.